# Nier: Automata Ver1.1a
Nier: Automata Ver1.1a (tiếng Nhật: ニーア オートマタ Ver1.1a, phiên âm romaji: Nia Otomata Ver1.1a) là bộ anime truyền hình dựa trên tựa game nhập vai hành động NieR: Automata, được phát triển bởi PlatinumGames và do Square Enix phát hành. Tác phẩm do hãng A-1 Pictures phụ trách sản xuất và được lên sóng vào tháng 1 năm 2023.

## Nội dung
NieR: Automata kể về câu chuyện của các android 2B, 9S và A2 trong cuộc chiến chống lại sự tàn phá của những cỗ máy mạnh mẽ.
Nhân loại đã bị đẩy ra khỏi Trái Đất bởi những sinh vật máy móc từ thế giới khác. Trong nỗ lực cuối cùng để cứu lấy hành tinh này, con người đã tạo ra một lực lượng lính android để tiêu diệt những kẻ xâm lược. Giờ đây, một cuộc chiến giữa máy móc và người máy đang diễn ra ác liệt...

## Nhân vật
2B
Lồng tiếng bởi: Ishikawa Yui
9S
Lồng tiếng bởi: Hanae Natsuki
Pod 042 (ポッド042 Poddo 042)
Lồng tiếng bởi: Yasumoto Hiroki
Pod 153 (ポッド153 Poddo 153)
Lồng tiếng bởi: Akiyama Kaoru
Commander (司令官 Shireikan)
Lồng tiếng bởi: Kanou Chiaki
Operator 60 (オペレーター60 Operētā 60)
Lồng tiếng bởi: Isobe Keiko
Operator 210 (オペレーター210 Operētā 210)
Lồng tiếng bởi: Hatsumi Meari
Pascal (パスカル Pasukaru)
Lồng tiếng bởi: Yūki Aoi
Adam (アダム Adamu)
Lồng tiếng bởi: Daisuke Namikawa
Eve (イヴ Ivu)
Lồng tiếng bởi: Suzuki Tatsuhisa
Lily (リリィ Rirī)
Lồng tiếng bởi: Tanezaki Atsumi
A2
Lồng tiếng bởi: Suwa Ayaka

## Sản xuất và phát sóng
Bộ anime đã được công bố trong buổi phát trực tiếp kỷ niệm 5 năm của NieR: Automata. Phim do Masuyama Ryouji đạo diễn và A-1 Pictures sản xuất hoạt họa, bên cạnh đó Masuyama và Yoko Taro đồng chắp bút kịch bản, Nakai Jun thiết kế nhân vật kiêm đạo diễn diễn hoạt chính, còn MONACA thì giữ vai trò soạn nhạc. Bài hát mở đầu là "Escalate" trình bày bởi Aimer, trong khi ca khúc cuối phim là "Antinomy" (アンチノミー Anchinomī) do ban nhạc Amazarashi thể hiện.
Sê-ri được phát sóng vào ngày 8 tháng 1 năm 2023 trên Tokyo MX và các kênh khác. Từ ngày 28 tháng 1 năm 2023, do ảnh hưởng từ đại dịch COVID-19, tập thứ bốn bị hoãn phát sóng cho đến ngày 19 tháng 2 cùng năm thì phát sóng trở lại. Bộ phim một lần nữa bị trì hoãn phát sóng sau tập thứ tám; và có thông báo rằng bốn tập còn lại được phát sóng đồng thời vào ngày 23 tháng 7 năm 2023.
Crunchyroll đã được cấp phép để phát sóng trực tuyến anime cho toàn cầu (trừ khu vực châu Á).

## Danh sách tập phim
| Số tập | Tựa đề                   | Ngày phát sóng gốc |
| ------ | ------------------------ | ------------------ |
| 1      | "Or not to [B]e"         | 8 tháng 1, 2023    |
| 2      | "city e[S]cape"          | 15 tháng 1, 2023   |
| 3      | "break ti[M]e"           | 22 tháng 1, 2023   |
| 4      | "a mountain too [H]igh"  | 19 tháng 2, 2023   |
| 5      | "mave[R]ick"             | 26 tháng 2, 2023   |
| 6      | "[L]one wolf"            | 5 tháng 3, 2023    |
| 7      | "[Q]uestionable actions" | 12 tháng 3, 2023   |
| 8      | "aji wo [K]utta ?"       | 19 tháng 3, 2023   |
| 9      | "hun[G]ry for knowledge" | 23 tháng 7, 2023   |
| 10     | "over[Z]ealous"          | 23 tháng 7, 2023   |
| 11     | "head[Y] battle"         | 23 tháng 7, 2023   |
| 12     | "flowers for m[A]chines" | 23 tháng 7, 2023   |